# Perapat Titi Panjang
Perapat Titi Panjang is een bestuurslaag in het regentschap Aceh Tenggara van de provincie Atjeh, Indonesië. Perapat Titi Panjang telt 310 inwoners (volkstelling 2010).